# Fiodor Mamonow
Fiodor Antonowicz Mamonow (ros. Фёдор Антонович Мамонов; ur. 28 sierpnia 1907 w guberni samarskiej, zm. 28 marca 1985) – radziecki działacz państwowy i partyjny.

## Życiorys
W latach 1925–1927 był sekretarzem gminnego komitetu Komsomołu, od 1926 należał do WKP(b), 1927-1929 był słuchaczem fakultetu robotniczego, 1929-1930 studiował w Leningradzkim Instytucie Politechnicznym im. Kalinina. Następnie 1930-1932 studiował w Moskiewskim Instytucie Budowy Maszyn Rolniczych, 1932-1937 studiował w Moskiewskim Instytucie Lotniczym im. Ordżonikidze, w kwietniu 1938 został sekretarzem komitetu WKP(b) Moskiewskiego Instytutu Lotniczego, potem w 1930 kierował Wydziałem Szkół Moskiewskiego Komitetu Miejskiego WKP(b). Od 5 lipca 1938 do 1941 II sekretarz Komitetu Obwodowego WKP(b) w Riazaniu, w 1941–1945 przewodniczący Komitetu Wykonawczego Riazańskiej Rady Obwodowej, w 1942 członek Rady Wojskowej Frontu Stalingradzkiego, od 29 listopada 1945 do 7 lipca 1949 przewodniczący Komitetu Wykonawczego Chabarowskiej Rady Krajowej. W 1944 zaocznie ukończył Wyższą Szkołę Partyjną przy KC WKP(b), 1949–1950 był słuchaczem kursów przy KC WKP(b), od maja 1950 do stycznia 1954 pełnił funkcję I sekretarza Komitetu Obwodowego WKP(b)/KPZR, od 14 października 1952 do 14 lutego 1956 był zastępcą członka KC KPZR. W 1954 pełnomocnik KC KPZR ds. organizacji nowych sowchozów zbożowych w strefie wiejskiej nr 2 w obwodzie akmolińskim, 1954-1956 przewodniczący Komitetu Wykonawczego Rady Miejskiej w Ałma-Acie, 1956-1957 minister gospodarki komunalnej Kazachskiej SRR. Od 4 czerwca 1957 do 1960 przewodniczący Sownarchozu Aktiubińskiego Ekonomicznego Rejonu Administracyjnego, 1960–1965 kierownik wydziału Komitetu Kontroli Partyjno-Państwowej KC KPK i Rady Ministrów Kazachskiej SRR, 1964–1966 kierownik wydziału Komitetu Kontroli Ludowej Kazachskiej SRR, następnie na emeryturze.
Odznaczony Orderem Wojny Ojczyźnianej I klasy i dwoma Orderami „Znak Honoru”.